# Wspólnota administracyjna Baunach
Wspólnota administracyjna Baunach – wspólnota administracyjna (niem. Verwaltungsgemeinschaft) w Niemczech, w kraju związkowym Bawaria, w rejencji Górna Frankonia, w regionie Oberfranken-West, w powiecie Bamberg. Siedziba wspólnoty znajduje się w mieście Baunach. Powstała  1 maja 1978.
Wspólnota administracyjna zrzesza jedną gminę miejską (Stadt) oraz trzy gminy wiejskie (Gemeinde):
- Baunach, miasto, 3 927 mieszkańców, 30,91 km²
- Gerach, 966 mieszkańców, 7,78 km²
- Lauter, 1 141 mieszkańców, 12,76 km²
- Reckendorf, 1 998 mieszkańców, 13,06 km²